# Honegg
Honegg är en bergstopp i Schweiz.   Den ligger i distriktet Thun och kantonen Bern, i den centrala delen av landet, 30 km sydost om huvudstaden Bern. Toppen på Honegg är 1 546 meter över havet, eller 359 meter över den omgivande terrängen. Bredden vid basen är 6,8 km.
Terrängen runt Honegg är huvudsakligen kuperad, men österut är den bergig. Runt Honegg är det ganska tätbefolkat, med 80 invånare per kvadratkilometer.. Närmaste större samhälle är Thun, 15,0 km väster om Honegg. 
I omgivningarna runt Honegg växer i huvudsak blandskog.